# Donja Šumetlica
Donja Šumetlica es una localidad de Croacia en el ejido de la ciudad de Pakrac, condado de Požega-Eslavonia.

## Geografía
Se encuentra a una altitud de 300 m s. n. m. a 140 km de la capital nacional, Zagreb.

## Demografía
En el censo 2021 el total de población de la localidad fue de 4 habitantes.
| Gráfica de población de Donja Šumetlica 1857-2011                   |
|                                                                     |
| Según los censos de población de la oficina estadística de Croacia. |